# Stamnodes coenonymphata
Stamnodes coenonymphata là một loài bướm đêm trong họ Geometridae.